# Идина Мензел
Идина Ким Мензел (енгл. Idina Kim Menzel; рођена Менцел (енгл. Mentzel); Њујорк, 30. мај 1971) америчка је глумица и певачица. Посебно позната по свом раду на мјузиклима на Бродвеју, добила је надимак „Краљица Бродвеја” због свог доминантног сценског присуства, моћног мецосопрана и репутације једног од најутицајнијих позоришних глумаца своје генерације. Пошто је постигла мејнстрим успех у позоришту, филму, телевизији и музици, њена признања укључују награду Тони и награду Еми за програм у дневном термину.
Мензел се истакла као позоришна глумица 1996. године, дебитујући на Бродвеју као оригинални тумач улоге Морин Џонсон у рок мјузиклу Станарина. Њена изведба јој је донела номинацију за награду Тони за најбољу споредну глумицу у мјузиклу. Године 2003. постала је прва глумица која је тумачила улогу Елфабе у бродвејском мјузиклу Злица, за који је 2004. добила награду Тони за најбољу глумицу у мјузиклу. Након што је напустила представу 2005, поновила је улогу у оригиналној продукцији мјузикла на Вест Енду 2006. године, поставши најплаћенија глумица у историји позоришта на Вест Енду. Вратила се на Бродвеј 2014. као Елизабет Воган у мјузиклу Ако/Тада, који јој је донео трећу номинацију за награду Тони.
Почетком 2000-их, Мензел је кренула да се окреће филму и телевизији. Након што је поновила своју улогу у филмској адаптацији мјузикла Станарина 2005, играла је лик Ненси Тремејн у Disney-јевом играно-анимираном филму Зачарана (2007). Играла је епизодну улогу Шелби Коркоран у музичко-драмској ТВ серији Гли, од 2010. до 2013. године. Године 2013, Мензел је позајмила глас главној јунакињи Елси у Disney-јевом анимираном филму Залеђено краљевство и од тада је више пута поновила улогу, укључујући и дугометражни наставак првог филма (2019). Песма Let It Go коју је отпевала у првом филму, освојила је награде Оскар и Греми и достигла 5. место на лествици Billboard Hot 100, чиме је Мензел постала прва глумица награђена Тонијем која је достигла топ 10. Након тога, играла је споредне улоге у филмовима Небрушени дијаманти (2019), Пепељуга (2021) и Ниси позвана на моју бат мицву (2023).
Мензел је издала седам студијских албума, укључујући I Stand (2008) и Holiday Wishes (2014), који је достигао 6. место на лествици Billboard 200 и тиме постао њен албум на највишој позицији до сад.

## Улоге

### Филмске улоге
| Година | Наслов                                | Улога               | Напомена               |
| ------ | ------------------------------------- | ------------------- | ---------------------- |
| 2001.  |                                       | Деверуша            |                        |
| 2002.  | Само пољубац                          | Линда               |                        |
| 2004.  |                                       | Ракел Коен Флексман |                        |
| 2004.  | Вода                                  | Џеси Тарнер         |                        |
| 2005.  | Станарина                             | Морин Џонсон        |                        |
| 2006.  | Питај прашину                         | Вера Ривкин         |                        |
| 2007.  | Шоубизнис: Пут до Бродвеја            | /                   | отпевала одјавну шпицу |
| 2007.  | Зачарана                              | Ненси Тремејн       |                        |
| 2007.  | Беовулф                               | /                   | отпевала одјавну шпицу |
| 2013.  | Залеђено краљевство                   | Елса (глас)         |                        |
| 2015.  | Грозница залеђеног краљевства         | Елса (глас)         | кратки филм            |
| 2017.  | Залеђено краљевство: Празник с Олафом | Елса (глас)         | кратки филм            |
| 2018.  | Ралф растура интернет                 | Елса (глас)         |                        |
| 2019.  | Небрушени дијаманти                   | Дина Ратнер         |                        |
| 2019.  | Залеђено краљевство 2                 | Елса (глас)         |                        |
| 2021.  | Пепељуга                              | Вивијан             |                        |
| 2022.  | Амерички убица                        | Мелани              |                        |
| 2022.  | Зачарана 2                            | Ненси Тремејн       |                        |
| 2023.  | Ниси позвана на моју бат мицву        | Бри Фридман         |                        |
| 2023.  | Било једном у студију                 | Елса (глас)         | кратки филм            |
| 2024.  | Злица                                 | суперзвезда         | камео појава           |
| 2027.  | Залеђено краљевство 3                 | Елса (глас)         | у продукцији           |

### Телевизијске улоге
| Година     | Наслов                                   | Улога                       | Напомена               |
| ---------- | ---------------------------------------- | --------------------------- | ---------------------- |
| 1998.      | Херкул: Анимирана серија                 | Кирка (глас)                | 1 епизода              |
| 2004.      | Спаси ме                                 | Керол                       | 1 епизода              |
| 2005.      | Кевин Хил                                | Франсин Прескот             | 2 епизоде              |
| 2009.      |                                          | себе                        | 2. сезона, 7. епизода  |
| 2009.      | Приватна пракса                          | Лиса Кинг                   | 2 епизоде              |
| 2009.      |                                          | Флоренс Васи                | 1 епизода              |
| 2010.      |                                          | себе                        | ТВ специјал            |
| 2010–2013. | Гли                                      | Шелби Коркоран              | 12 епизода             |
| 2010.      | Вондер петс                              | Краљица срца (глас)         | 1 епизода              |
| 2010.      | Улица Сезам                              | себе                        | 1 епизода              |
| 2011.      | Гли пројекат                             | себе                        | 1 епизода              |
| 2011.      | ТВ специјал                              | себе                        |                        |
| 2015.      | Артур                                    | др Пола (глас)              | 1 епизода              |
| 2016.      | Лего Залеђено краљевство: Северна светла | Елса (глас)                 | 4 епизода              |
| 2017.      | Плаже                                    | Сесилија Керол „Си Си” Блум | ТВ филм                |
| 2017.      | Џулина зелена соба                       | себе                        | 1 епизода              |
| 2017.      |                                          | гостујући најављивач        | 14. сезона, 7. епизода |
| 2018.      |                                          | себе / Елфаба               | ТВ специјал            |
| 2019.      | Станарина: Уживо                         | себе                        | ТВ специјал            |
| 2020.      |                                          | себе                        | ТВ специјал            |
| 2020.      | документарна серија                      | себе                        |                        |
| 2021.      |                                          | себе                        | ТВ специјал            |
| 2022.      |                                          | себе (водитељ)              | пренос уживо           |
| 2022.      |                                          | себе                        | документарац           |
| 2023.      |                                          | себе (гостујући жири)       | 1 епизода              |

## Дискографија
- (1998)
- (2004)
- (2008)
- (2012)
- (2014)
- (2016)
- (2019)
- (2023)